# Mini-Mario toy
Mini-Mario toys (beter bekend als Mini-Mario) zijn personages uit de Mario-reeks.

## Karakteromschrijving
Een Mini-Mario is een speeltje van de Mario Toy Company, waar Mario het hoofd van is, en waarmee de loodgieter zijn inkomen verdient. Ze zijn een speeltje dat Mario moet voorstellen. Vaak proberen ze Pauline te redden uit de handen van Donkey Kong. Er zijn ook meerdere Minis: Mini-Peach, Mini-Toad, Mini Blue Toad, Mini Donkey Kong en Mini Shy Guy. Ze komen alleen voor in de Mario vs. Donkey Kong-serie.